# نوینهاگن بای برلین
نوینهاگن بای برلین (به آلمانی: Neuenhagen bei Berlin) یک شهر در آلمان است که در مرکیش-اودرلند واقع شده‌است.